# 일본의 탤런트
타렌토(일본어: タレント)는 일본에선 가수, 배우, 코미디언 등 TV를 중심으로 활동하는 연예인들을 통틀어 일컫는다.

## 같이 보기
- 탤런트 쇼
- 모델 (직업)